# Terminal méthanier de Sines
 

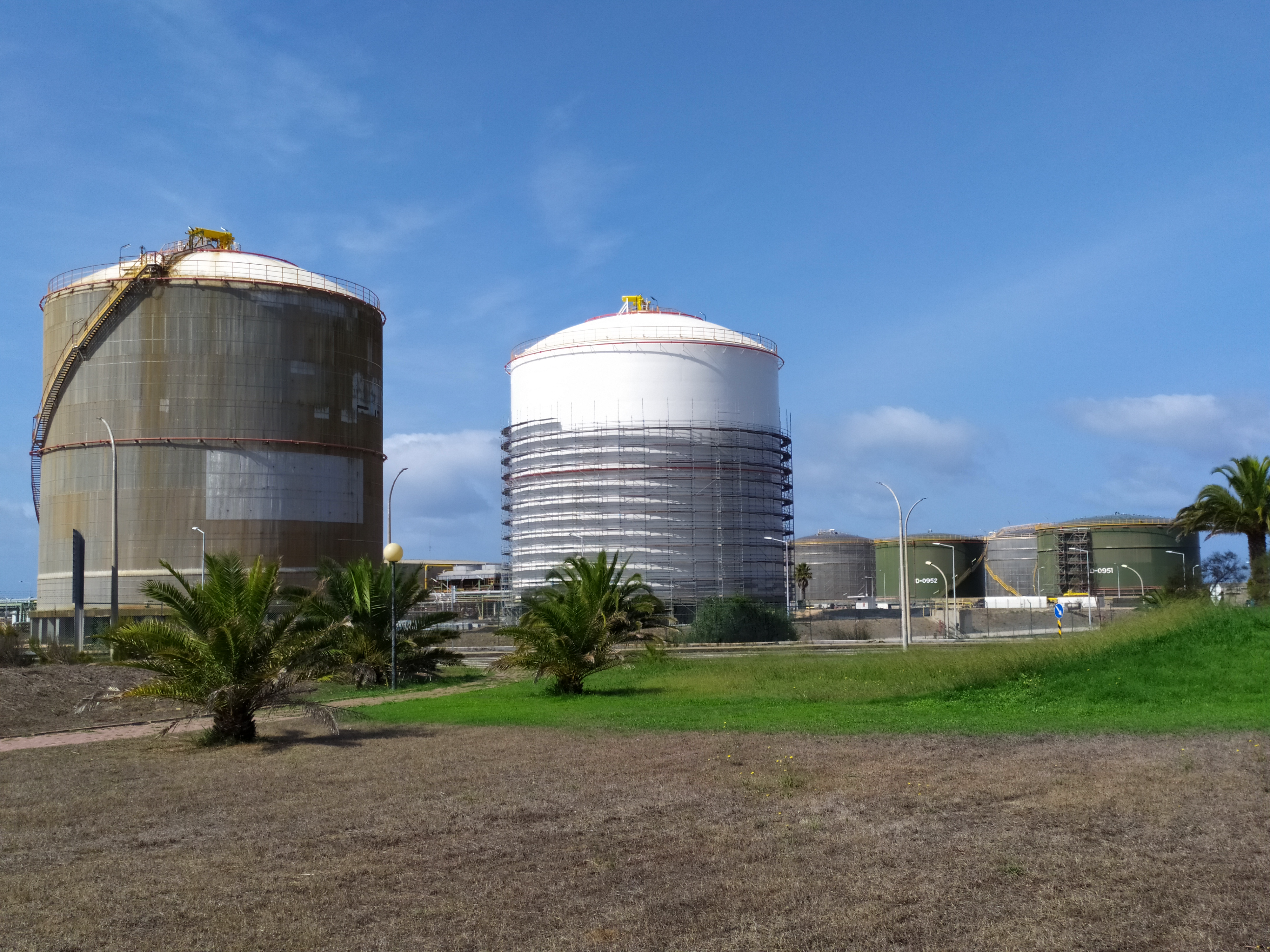
Terminal méthanier de Sines au Portugal en service depuis 2004 avec une capacité de 240 000 m3

Le terminal méthanier de Sines est un terminal méthanier actuellement en service au Portugal. Il est exploité par Ren Atlantico.

## Caractéristiques
- Mise en service en 2004;
- 2 cuves d'une capacité totale de 240 000 m3 ;
- 1 appontement ;
- capacité de regazéification de 6 500 000 000 m3 par an.